# 纸坊镇 (成县)
纸坊镇，是中华人民共和国甘肃省陇南市成县下辖的一个乡镇级行政单位。

## 行政区划
纸坊镇下辖以下地区：
纸坊社区、纸坊村、马寨村、苏家老庄村、邵坪村、府城村、小路村、枣树村、草坝村、代能村、韩家山村、刘家山村、梁河村、庙下村、何家堡村、大营村和代家沟村。